# Municipalitatea Paranesti
Municipalitatea Paranesti este o municipalitate din regiunea Macedonia de Est și Tracia care a fost înființată în 2011 cu Programul Kallikratis. A rezultat din fuziunea municipalităților preexistente Nikiforos și Paranesti. Suprafața municipalității este de 1037,82 kmp și populația sa permanentă este de 2.843 de locuitori conform recensământului din 2021.  Sediul municipalității este Paranesti.

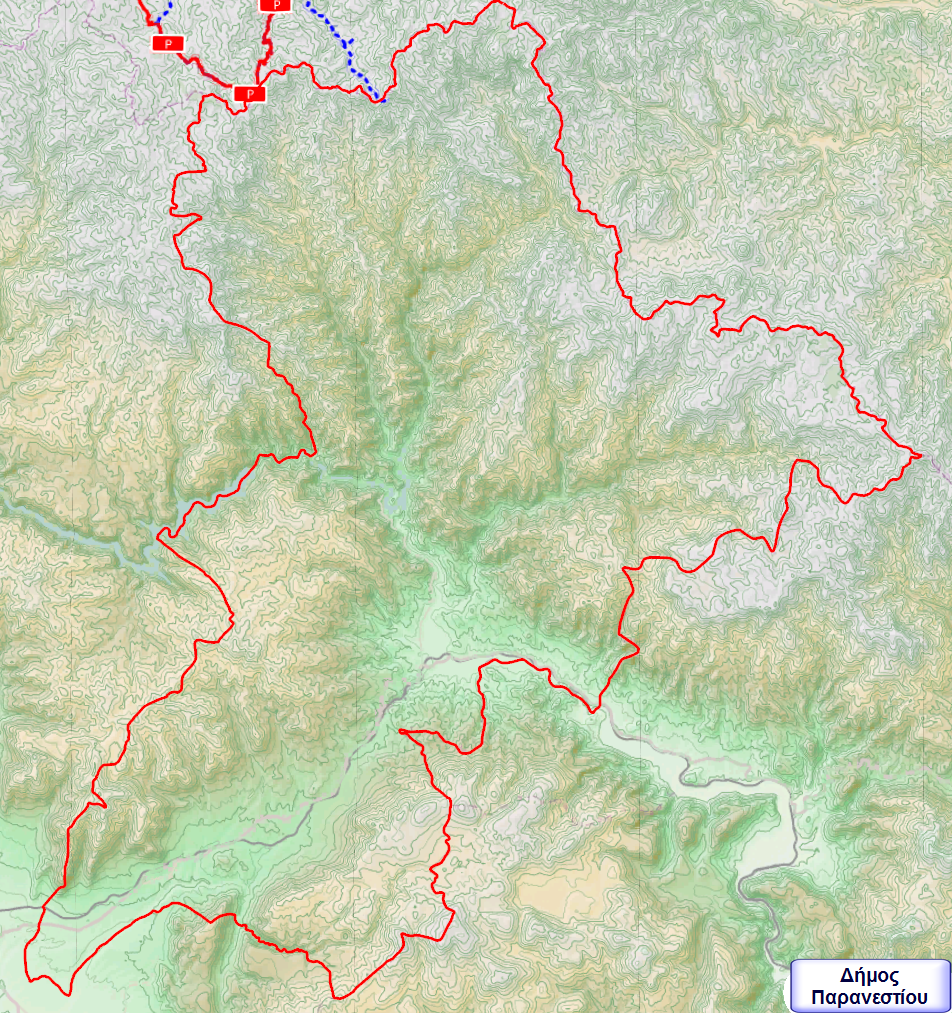
Harta topografică a municipalității Paranesti

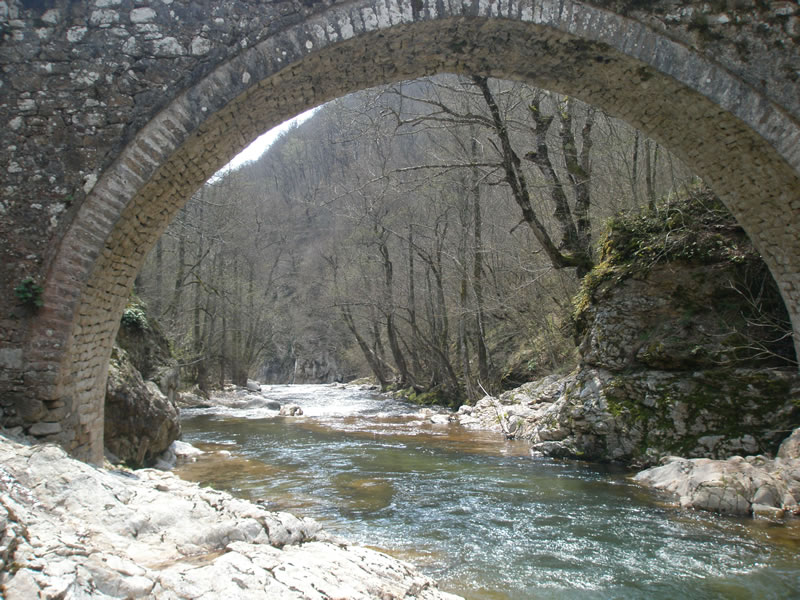
Podul sub formă de arc din Paranesti

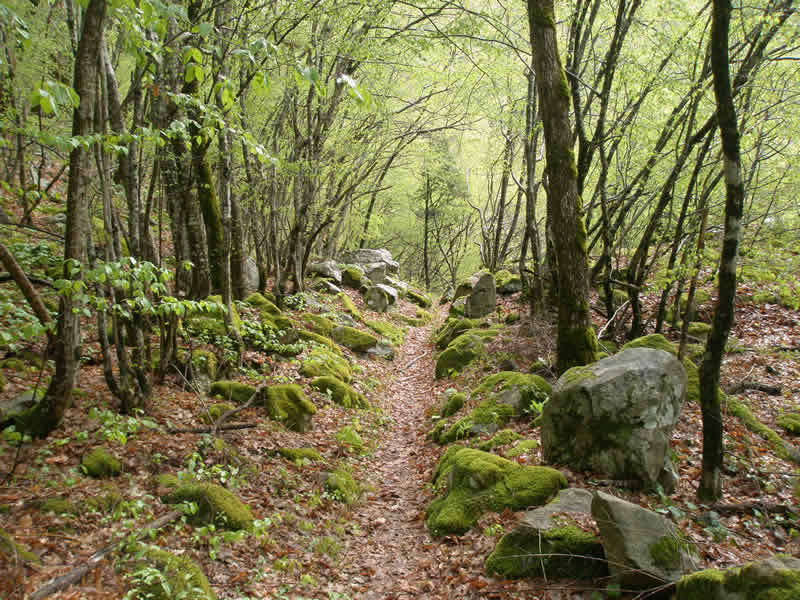
Pădure lângă Paranesti

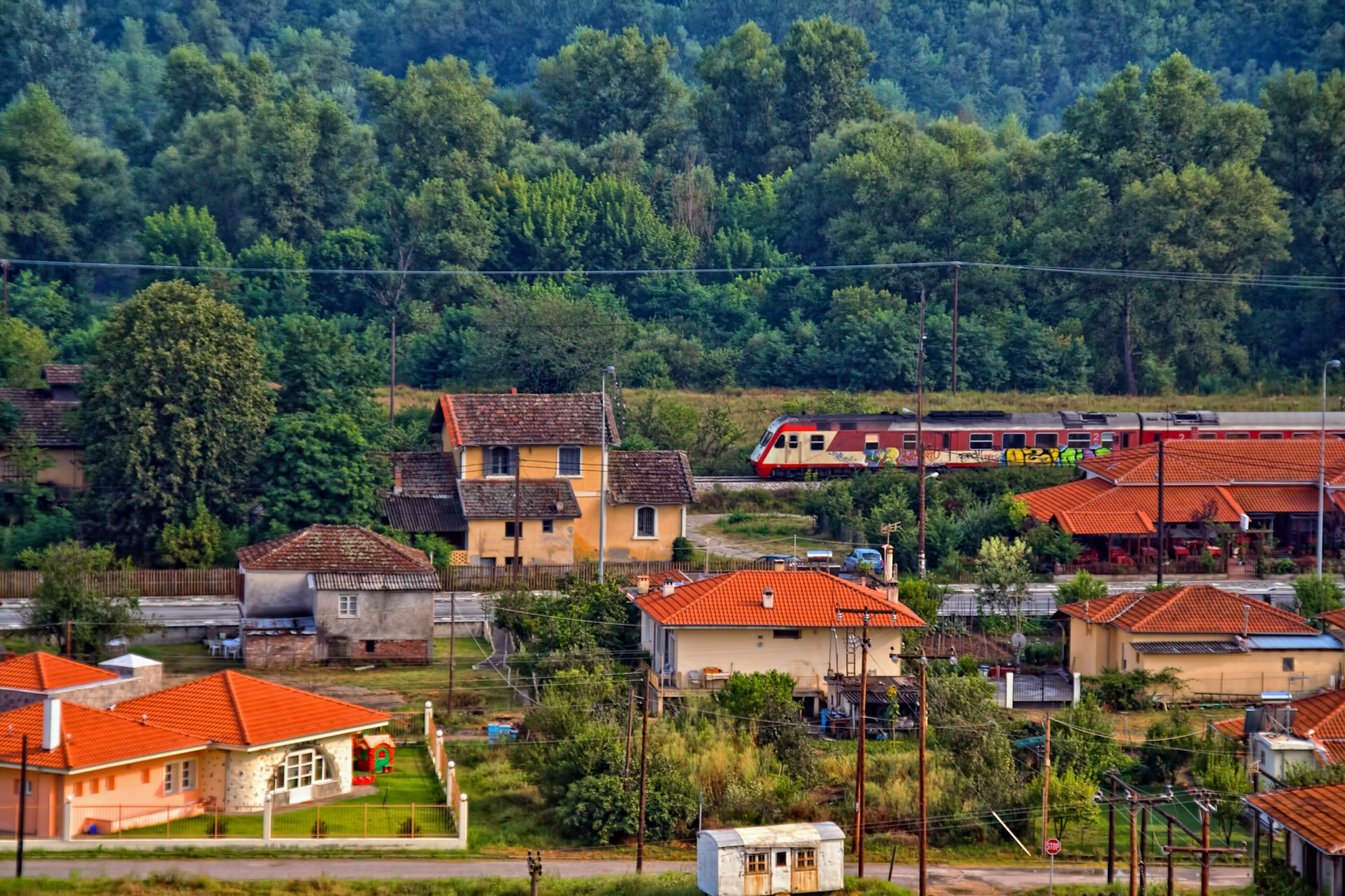
Gara din Paranesti

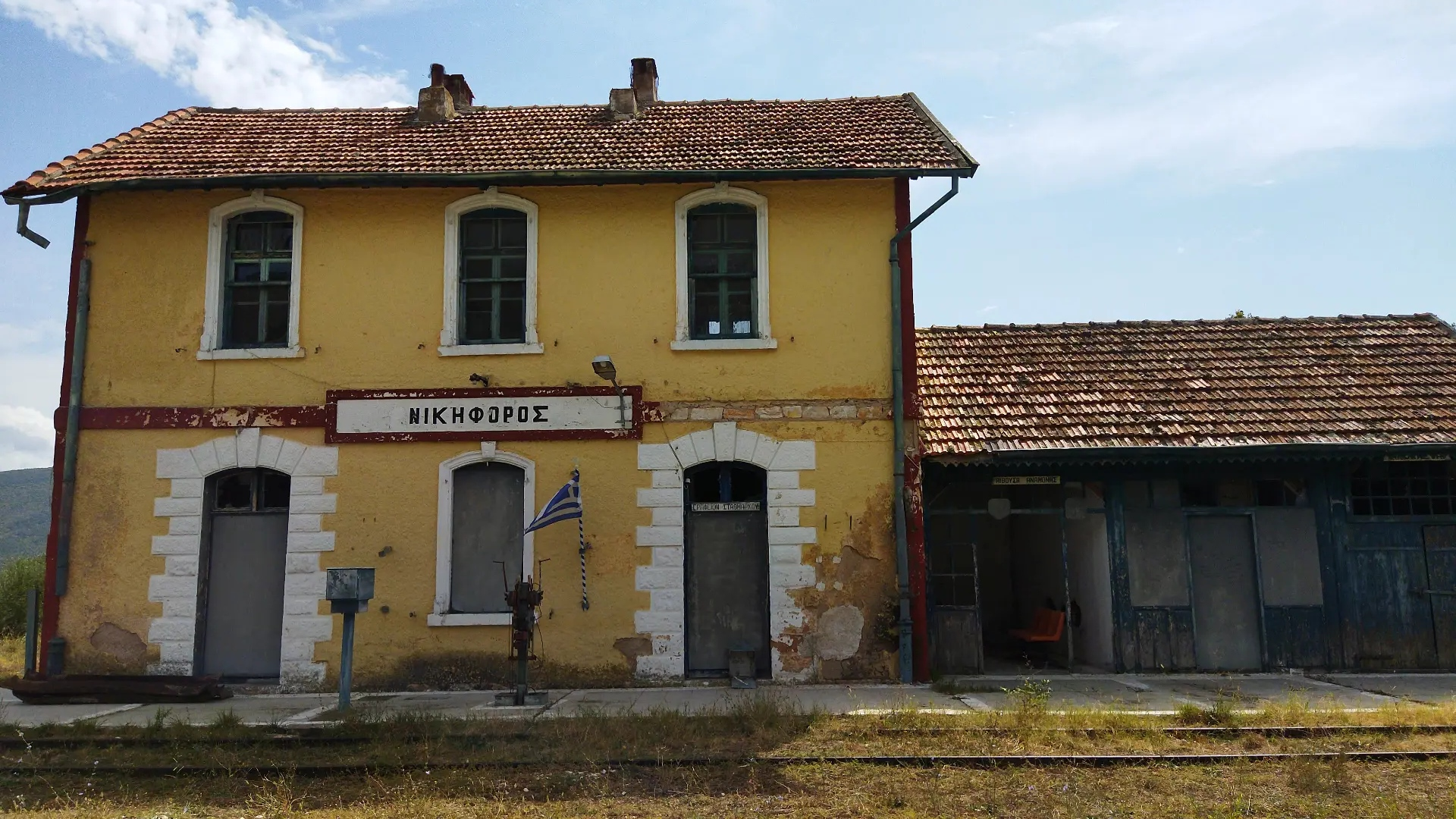
Gara din Nikiforos